# Moniliformis moniliformis
Espèce
Synonymes
- Echinorhynchus moniliformis Bremser, 1811 - protonyme
- Echinorhynchus grassi Railliet, 1893
- Echinorhynchus canis Porta, 1914
- Echinorhynchus belgicus Railliet, 1919
- Moniliformis dubius Meyer (d), 1932
- Moniliformis moniliformis agypticus Meyer, 1958

Moniliformis moniliformis est une espèce  d'acanthocéphales de la famille des Moniliformidae. C'est un parasite digestif cosmopolite des rongeurs domestiques commensaux de l'Homme, du Rat noir et de Rattus norvegicus, notamment en Amérique du Nord et en Extrême-Orient. Les hôtes intermédiaires sont des dictyoptères Blattidae.